# Колдунов, Никита Олегович
Никита Олегович Колдунов (19 апреля 2000, Санкт-Петербург) — российский футболист, полузащитник клуба «Динамо (Санкт-Петербург)».
С шести лет занимался футболом в секции. Играл в команде детей старше него. В 12 (13) лет перешёл из «Московской заставы» в академию ФК «Зенит». В 2014 году в составе сборной городов России на международном форуме «Футбол для дружбы» занял третье место. Неоднократно входил в список лучших игроков Санкт-Петербурга. В 2015 году в составе команды Академии — серебряный призёр турнира памяти Юрия Морозова, лучший полузащитник соревнования. Во второй половине 2016 года стал чемпионом первенства Санкт-Петербурга для футболистов не старше 21 года в составе Академии «Зенита» 1999 года рождения.
1 октября 2016 года дебютировал в молодёжном первенстве России, в домашнем матче против «Спартака» (3:0) выйдя на 88-й минуте. За три сезона (2016/17 — 2018/19) провёл 48 матчей, забил два гола; в основном выходил на замену или заменялся. В начале сентября 2019 года перешёл в клуб РПЛ «Сочи». В осенней части чемпионата сыграл 8 матчей в молодёжном первенстве, забил три гола. В чемпионате дебютировал 8 декабря — в домашней игре против «Рубина» (1:1) вышел на замену на 62-й минуте и через минуту получил жёлтую карточку.
В ноябре 2020 года Колдунов вместе с бывшим футболистом молодежного состава «Сочи» Павлом Коркиным был наказан за игру на тотализаторе. Российский футбольный союз вынес им замечание и условно запретил заниматься любой деятельностью, связанной с футболом, на шесть месяцев.
19 июля 2024 года перешёл в петербургское «Динамо»